# 上丸子 (川崎市)
上丸子（かみまるこ）は、神奈川県川崎市中原区の大字。2012年（平成24年）4月9日現在、住居表示は未実施。郵便番号は211-0003。面積は4.8 ha、2025年（令和7年）6月30日現在の人口は0人（0世帯）である。
なお、「丸子」を冠した上丸子山王町・上丸子天神町・上丸子八幡町・新丸子町・新丸子東・丸子通が近隣に存在するが、これらは上丸子から分立したものである（後述）。

## 地理
南武線と東海道新幹線・横須賀線に挟まれており、全域が日本電気（NEC）玉川事業場の敷地となっている。
上丸子は北端から東端にかけて、南武線を挟んで上丸子山王町に接する。南端ではNEC玉川事業場の敷地内で下沼部と、西端では東海道新幹線を挟んで新丸子東に接する。これらの町域はすべて中原区に属しており、上丸子は市境や区境には接していない。

## 歴史

### 中世以前
当地には、沖積低地としては珍しく古墳が築造されており、鉄剣や埴輪も出土しているが、大正時代に、多摩川の堤防工事のため撤去された。
「丸子」の地名は古く、『吾妻鏡』にも武蔵国丸子庄を葛西三郎清重に賜ったことが残されている。その後も、南北朝期には丸子庄が三千院から護良親王へ譲渡されるなど領主は変遷していった。
室町時代には「丸子保」と呼ばれるようになったが、円覚寺文書に、「武蔵国丸子保平間郷」が同寺へ寄進されたことが残っており、丸子保が平間まで含まれるほど広大であったことが読み取れる。
戦国時代には古河公方と上杉氏の争いの中、太田道灌が「丸子城」に篭ったと、『鎌倉大草紙』に伝わるが、川岸の平地と地形として要害とは呼べないこと、また太田道灌側の史料も踏まえると、単に丸子へ陣しただけと解釈されている。また、聖護院門跡の道興が当地で｢東路のまりこの里に行きかかり あしもやすめずいそぐ暮かな｣と詠んでいる。そして、『小田原衆所領役帳』には「千葉殿 20貫文 小机上丸子」とあり、この時点で後北条氏の支配下にあり、「上丸子」と分かれていることがわかる。1589年（天正17年）には川成りをめぐって世田谷領沼目（沼部）郷と争いになったが、北条氏直のもと上丸子側の主張を認める裁定が行われた。その直後に北条氏は小田原征伐により滅ぼされ、徳川氏の支配へと移っていった。

### 江戸時代
江戸時代の上丸子は旗本の斎藤氏領と日枝神社領があったが、後に斎藤氏は領地替えとなり、上丸子は天領となった。農地としては水田が多く、村高は、正保年間の『武蔵田園簿』で603石4斗あまり（別に20石が山王社領）、『元禄郷帳』で753石6斗あまり、『天保郷帳』で787石あまり、『旧高旧領取調帳』では773石3斗あまり（別に20石が日枝神社領）と移り変わっていった。
中原街道が整備された後、当地はその中原街道が多摩川と交差する渡し場となり、村の大きな収入源となったが、一方で多摩川は頻繁に氾濫を起こし、そのたびに賦役や周囲の村との所領争いと、負担の要因ともなっていた。また、当地からは対岸への渡しだけでなく、新城など周辺からの年貢米を江戸へ送る船も出ていた。とはいえ、大田南畝の『調布日記』には、「寒村の風」と残されている。

### 明治以降
明治以降、当地は神奈川県に属し、行政上上丸子村→中原村→中原町→川崎市と推移していった。明治期には多摩川の鮎漁や砂利採取が行われていた。また、大正時代には桃の生産も行われた。
多摩川の洪水は問題となり続けていたので、大正時代には大規模な堤防工事が行われた。2つの集落が移転を余儀なくされたほか、前述のように古墳もなくなり、養蚕も廃絶するなど、堤防と引き換えになくなったものも多くあった。また、長年多摩川には橋がなかったが、最初に請願が出されてから50年以上の時間を経た1935年（昭和10年）に丸子橋が開通した。
戦時中には日本電気など軍需産業が当地に進出し、川崎大空襲でも、それらの軍需工場や品鶴線がターゲットとなったが、戦後は復興を果たしていった。1943年（昭和18年）、1957年（昭和32年）と、上丸子から多くの町が分立したが、NECの工場敷地になっていた部分だけは新しい町名が設定されず21世紀に至っている。

### 地名の由来
「丸子部（まりこべ）」という部民が暮らしていたことによる地名とされる。マリコの地名は東国に分布するが、丸子部がどのような職能集団であったかには諸説がある。中世には「丸子郷」として上中下の区分はされていなかったが、戦国時代には「上丸子」と分かれた記述が見られる。
また、かつては「鞠子」や「毬子」とも表記されていたように、「まりこ」と読まれていたが、近世には「まるこ」という読みが行われるようになり、新丸子（しんまるこ）駅の開業とともに、完全に「まるこ」の読みが定着した。

### 沿革
- 1180年（治承4年）- 『吾妻鏡』に「武蔵国丸子庄」とある。
- 1325年（正中2年）- 丸子庄が護良親王に譲られる。
- 1486年（文明18年）- 道興が当地を通る[19]。
- 1559年（永禄2年）- 『小田原衆所領役帳』に「千葉殿 20貫文 小机上丸子」とある。
- 1589年（天正17年）- 川成りをめぐり沼目郷と争論となる。
- 1608年（慶長13年）- 中原街道が整備される[11]。
- 1697年（元禄10年）- 斎藤氏の転封により天領となる[11]。
- 1765年（明和2年）
  - 甘藷の苗が配られるも、芽吹かず[18]。
  - 肥料商人の野村文左衛門が八百八橋を架ける[11]。
- 1808年（文化4年）- 大田南畝が視察に訪れる。
- 1868年（明治元年）- 明治維新。当地は神奈川県所属となる。
- 1874年（明治7年）- 大区小区制の施行により、当地は第4大区第7小区に属する[11]。
- 1889年（明治22年）- 町村制の施行により中原村が成立。上丸子はその大字となる。
- 1917年（大正6年）- 電灯が引かれる[11]。
- 1918年（大正7年）- 多摩川堤防の工事が始まる。
- 1925年（大正14年）- 新設合併で中原町が成立。
- 1926年（大正15年）- 東京横浜電鉄が開通。新丸子駅が設置される。
- 1928年（昭和3年）- 上水道が引かれる[20]。
- 1929年（昭和4年）- 品鶴線が開通。
- 1933年（昭和8年）- 中原町が川崎市に編入される。川崎市上丸子となる。
- 1935年（昭和10年）- 丸子橋が開通。
- 1936年（昭和11年）- 日本電気の工場が設置される。
- 1943年（昭和18年）- 上丸子天神町・上丸子八幡町・新丸子町・新丸子東・丸子通が分立[20]。
- 1945年（昭和20年）- 川崎大空襲の被害を受ける。
- 1957年（昭和32年）- 上丸子山王町が分立[20]。「上丸子」として残るのは工場敷地内のみとなった。
- 1972年（昭和47年）- 川崎市が政令指定都市に移行。当地は川崎市中原区上丸子となる。

## 交通

### 鉄道
南武線が当地の北東端を通り、南方に向河原駅が位置している。また、当地の西端を通る品鶴線（横須賀線、湘南新宿ライン、相鉄線直通列車）には、当地に接する形で武蔵小杉駅が設置されている。なお、品鶴線と並行している東海道新幹線は、当地に駅はなく通過する（品川駅 - 新横浜駅間）。

## 施設
- NEC玉川事業場

なお、公立の小中学校の学区は、上丸子全体で川崎市立上丸子小学校、川崎市立中原中学校となっている（ただし、当地に登録している住民はいない）。

## その他

### 日本郵便
- 郵便番号 : 211-0003[3]（集配局 : 中原郵便局[23]）

### 警察
町内の警察の管轄区域は以下の通りである。
| 番・番地等 | 警察署     | 交番・駐在所 |
| ---------- | ---------- | ------------ |
| 全域       | 中原警察署 | 中丸子交番   |